# Мешков, Юрий Яковлевич
Юрий Яковлевич Мешков (род. 3 мая 1932, Запорожье) — украинский и советский учёный в области физического металловедения, изобретатель, профессор, доктор технических наук (с 1973).
Член-корреспондент НАН Украины (с 2009). Лауреат Государственной премии СССР (1986) и Государственной премии УССР в области науки и техники (1974).

## Биография
После окончания в 1955 году Киевского политехнического института работал на Южном машиностроительном заводе (Днепропетровск). С 1957 — в Институте металлофизики АН УССР.
Последнее место работы — старший научный сотрудник отдела физики прочности и разрушения Института металлофизики им. Г. В. Курдюмова.

## Научная деятельность
Ю. Я. Мешков — выдающийся ученый в области физики прочности и разрушения,
Основные исследования — в области фазовых и структурных преобразований в сталях при быстром нагревании; физики природы упрочнения сталей при скоростном нагреве и холодном пластическом деформировании; физики разрушения сталей в сложном напряженном состоянии.
Имеет ряд патентов на изобретения, в том числе, на:
- Способ изготовления длинномерных стальных изделий
- Способ изготовления стальной проволоки
- Способ термической обработки стальных прокатных изделий
- Способ термической обработки проволоки из малоуглеродистой стали
- Способ определения предела пластичности металла при обработке давлением и др.

## Избранные труды и публикации
- Физические основы разрушения стальных конструкций (1981)
- Структура металла и хрупкость стальных изделий (в соавт. 1985)
- Разрушение деформированной стали (в соавт. 1989)
- Новый подход к оценке качества конструкционных сталей
- Оценка степени охрупчивания конструкционных сталей по действием концентраторов напряжений и др.

## Награды
- Государственная премия УССР в области науки и техники (1974),
- Государственная премия СССР в области науки и техники (1986),
- Премия имени академика К. Ф. Стародубова Международной инженерной академии (2000),
- Премия Президентов НАН Украины, НАН Беларуси и АН Молдовы (2002),
- Премия НАН Украины им. В. И. Трефилова (2004),
- Медаль имени академика Б. Лазарева (ННЦ ХФТИ),
- Золотая медаль НАН Украины «За научные достижения» (2007),